# Cetopsidium pemon
Cetopsidium pemon är en fiskart som beskrevs av Vari, Ferraris och De Pinna 2005. Cetopsidium pemon ingår i släktet Cetopsidium och familjen Cetopsidae. Inga underarter finns listade i Catalogue of Life.